# Inveruno
Inveruno é uma comuna italiana da região da Lombardia, província de Milão, com cerca de 8.229 habitantes. Estende-se por uma área de 12 km², tendo uma densidade populacional de 686 hab/km². Faz fronteira com Buscate, Busto Garolfo, Arconate, Casorezzo, Cuggiono, Ossona, Mesero.

## Demografia
| Variação demográfica do município entre 1861 e 2011                               |
|                                                                                   |
| Fonte: Istituto Nazionale di Statistica (ISTAT) - Elaboração gráfica da Wikipedia |